# En plats i solen (2012)
En plats i solen är en svensk thrillerfilm från 2012 i regi av Peter Flinth. I rollen som Annika Bengtzon ses Malin Crépin och i övriga roller bland andra Björn Kjellman och Leif Andrée. Filmen bygger på Liza Marklunds roman med samma namn. Filmmanuset skrevs av Alex Haridi.

## Handling
En svensk familj gasas ihjäl i sin lyxvilla på Malaga och Annika Bengtzon kopplas in.

## Rollista
- Malin Crépin – Annika Bengtzon
- Björn Kjellman – Anders Schyman
- Leif Andrée – Spiken
- Kajsa Ernst – Berit Hamrin
- Erik Johansson – Patrik Nilsson
- Felix Engström – Q
- Richard Ulfsäter – Thomas Samuelsson
- Elvira Franzén – Ellen
- Edvin Ryding – Kalle
- Hanna Alström – Sophia Grenborg
- Magnus Krepper – Niklas Linde
- Ruth Vega Fernandez – Carita Halling-Gonzales
- Gerhard Hoberstorfer – Filip Andersson
- Jonatan Rodriguez – Jocke Zarco Martinez
- Lisa Henni – Lotta Svensson
- Fatima Adoum – Fatima
- Charlotte Fich – Vibeke Jensen
- Robert Sjöblom – Rickard Marmén
- Julia Sporre – Suzette Söderström
- Rico Rönnbäck – golfklubbsägare
- Lennart R. Svensson – Filips advokat
- Fredrik Wagner – Henry Hollister
- Ester Sjögren – Polly Sandman
- Abderrahman Ben Yahya  – taxichaufför
- Tom Schacht – Sebastian Söderström
- Nelly Lundahl – My Söderström
- Isabel Lagrilliere – Veronika Söderström
- Gustav Idsäter – Leo Söderström
- Manuel Alonso Bernal – spansk polis
- Ayoub El Hilali – ung marockansk vakt
- Belebied Hassan – äldre marockansk vakt
- Rolf Nilsson – Rolf
- Janice Picconi – student